# Avize

Avize este o comună în departamentul Marne, Franța. În 2009 avea o populație de 1,709 de locuitori.